# Jovana Jovičić
Jovana Jovičić est une joueuse de volley-ball serbe née le 20 juillet 1994. Elle mesure 1,84 m et joue au poste d'attaquante. 

## Clubs
| Club            | De        | À         |
| --------------- | --------- | --------- |
| OK Spartak Ljig | 2007-2008 | 2010-2011 |
| ŽOK Varadin     | 2011-2012 | 2011-2012 |
| ŽOK Železničar  | 2012-2013 | 2012-2013 |
| OK Tent         | 2013-2014 | 2014-2015 |
| ŽOK Železničar  | 2015-2016 | 2015-2016 |
| OK Tent         | 2016-2017 | 2016-2017 |
| ŽOK Železničar  | 2017-2018 | 2017-2018 |
| OK Tent         | 2018-2019 | 2018-2019 |
| OK Spartak Ljig | 2020-2021 | …         |

## Palmarès
- Coupe de Serbie
  - Vainqueur : 2018.
  - Finaliste : 2015.